# Jean-Baptiste Cœuilhe
Jean-Baptiste Cœuilhe, né en 1731 à Périgueux et mort en 16 janvier 1801, est un bibliothécaire et poète français. 

## Vie et œuvre
Jean-Baptiste Cœuilhe est né à Périgueux en 1731, issu d’une famille de marchands. Son père Étienne est président de l’élection de Périgueux, et auteur de Pensées diverses qui seront publiées après sa mort en 1751.
Bibliothécaire à la Bibliothèque du Roi, écrivain aux Imprimés, Jean-Baptiste Coeuilhe assure brièvement l'intérim de direction de ce qui était devenue la Bibliothèque de la Nation en 1793, puisque Grégoire-Desaunays avait été dénoncé par ses pairs et que Carra et Chamfort avaient été arrêtés.
Après la Révolution, il est bibliothécaire à l’École centrale de Périgueux et d'avril 1800 à sa mort, maire de la commune de Trélissac, près de Périgueux.
Il est l'auteur de deux poèmes à caractère didactique :
- Les Ruines. Épître qui a concouru au prix de l'Académie française en 1768, Paris, veuve Regnard, 1768, in-8° : poème en 252 alexandrins, où Cœuilhe se met en scène traversant Rome et ses ruines.

Cette méditation sur les ruines romaines et le passage inéluctable du temps est un relais littéraire entre Les Regrets de Joachim du Bellay et les poèmes de Chênedollé ; contemporaine des tableaux de Hubert Robert (surnommé « Robert des ruines »), elle est considérée comme un des plus remarquables témoignages de la sensibilité « ruiniste » du XVIIIe siècle, qui annonce le romantisme ; c’est une « intéressante tentative d'élucidation de la nouvelle sensibilité ruiniste, considérée dans toute la diversité de ses mobiles et de ses expressions [notamment] un goût des ruines ressenti comme insolite et quelque peu morbide ».
- La Liberté des mers, Paris, 1781, in-8°, 12 p. : Cœuilhe rappelle que la nature a créé les mers libres et veut croire que la navigation peut assurer la paix universelle. Le poème est couronné par l'Académie de Marseille.

## Pour approfondir